# Alt-Bethesda (Hannover)

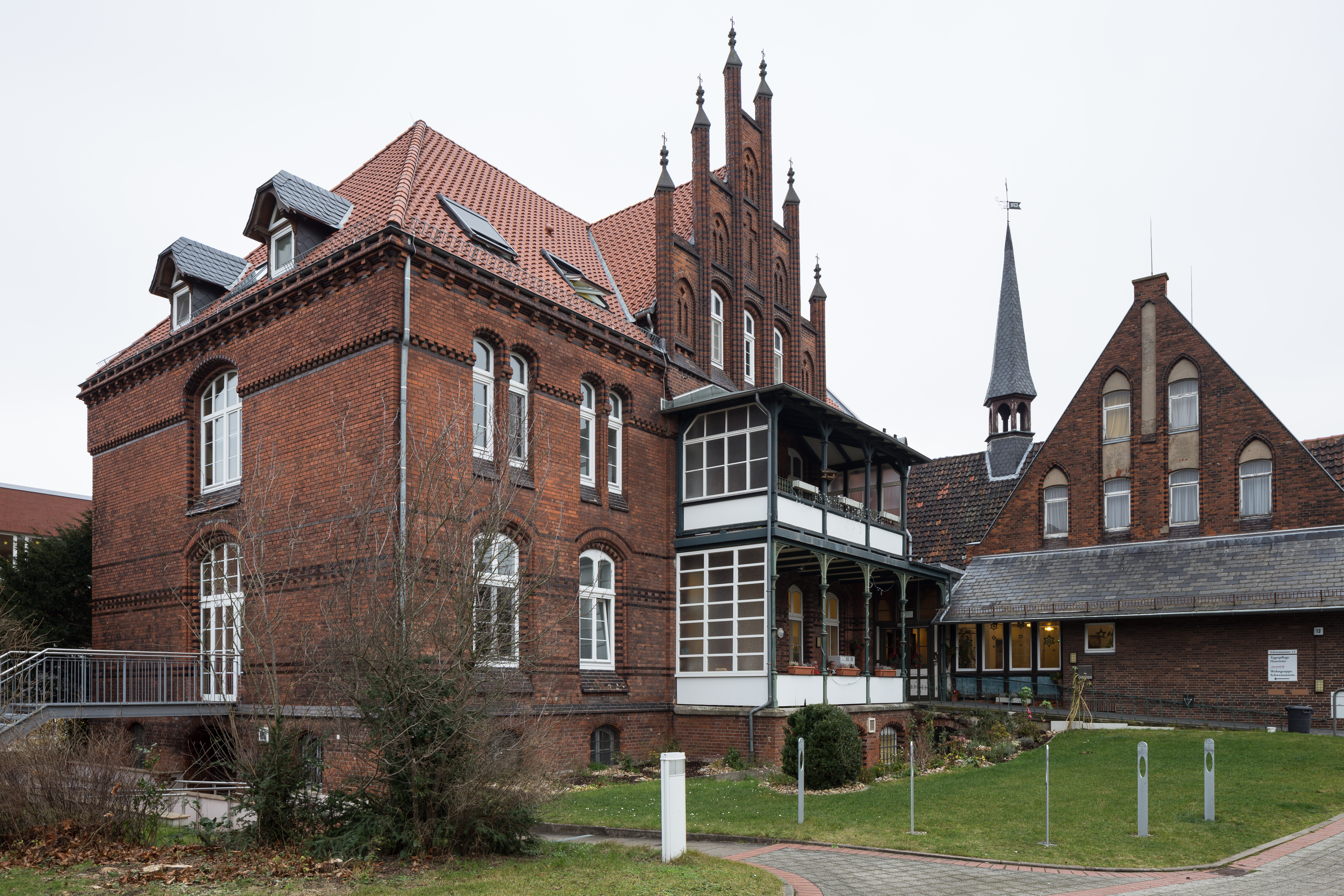
Der 1874 in Kirchrode für die Henriettenstiftung errichtete, heute denkmalgeschützte Backsteinbau Alt-Bethesda

Alt-Bethesda in Hannover, zeitweilig auch „Abendfrieden“ genannt, ist eines der ältesten erhaltenen Gebäude der Bethesda-Anlagen der Henriettenstiftung im hannoverschen Stadtteil Kirchrode. Unter der Adresse Schwemannstraße 13 dient das denkmalgeschützte Gebäude nach seiner ehemaligen Aufgabe als Siechenhaus, seit der um das Jahr 2000 erfolgten Restaurierung mit modern sanierten Innenräumen der Kurzzeit- und Tagespflege sowie als Begegnungsstätte.

## Geschichte

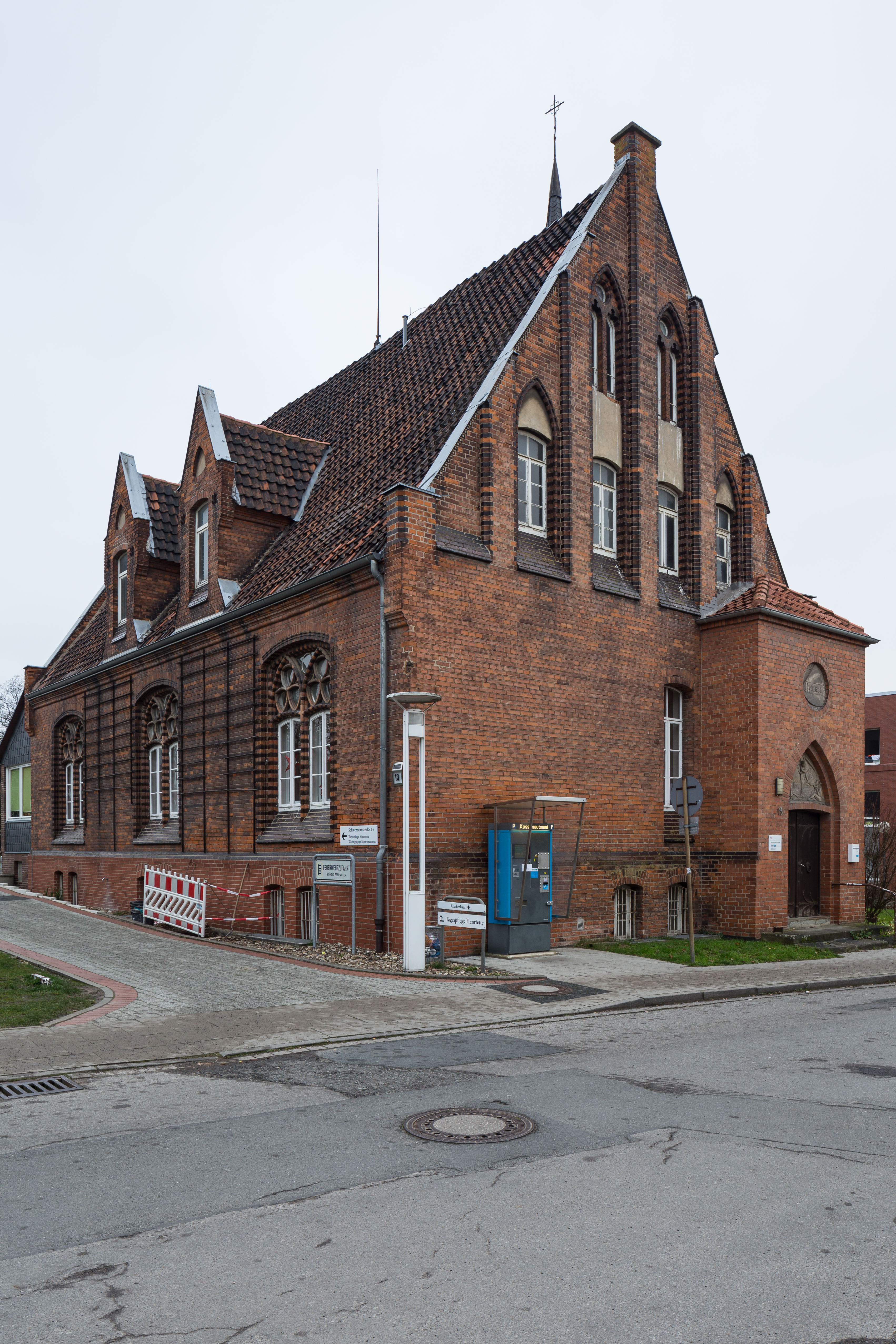
Die so scheinbar alleinstehende Kapelle an der Schwemannstraße

Nur wenige Jahre nach der Stiftung und Gründung der Henriettenstiftung noch zur Zeit des Königreichs Hannover durch Königin Marie erweiterten sich die von den Diakonissen begonnenen Arbeiten von der Krankenpflege dann auch auf die Altenpflege.
Nach der Annexion des Königreichs Hannover durch Preußen im Jahr 1866 überließ Dietrich Wilhelm Schwemann, der kurz zuvor noch als Königlich Hannoverscher Konsul Betitelte, der Stiftung am 23. August 1867 sein bis dahin als Auszugshaus vorgesehenes Gebäude in Kirchrode. Die Überlassung war zunächst mit der Verpflichtung verbunden, für die jungen Leute des damaligen Dorfes eine Warteschule einzurichten. Doch die Diakonissen nutzten das kleine Fachwerkhaus dann für die Betreuung von bis zu zwölf siechen Frauen und entwickelten um das Schwemannsche Haus, das ihnen fünf Jahre später am 26. Dezember 1872 geschenkt worden war, dann nach und nach ein ganzes Stadtviertel. Erst 1964 wurde der Ursprungsbau der Henriettenstiftung zugunsten des Baus der Simeonkirche abgebrochen.
Ab 1873 wurde – nach Plänen von Conrad Wilhelm Hases ältestem Schüler, Adelbert Hotzen gemeinsam mit Rudolph Berg – bis 1875 Alt-Bethesda mit seiner Kapelle errichtet und ein weiteres Jahrzehnt darauf 1884 um einen Anbau erweitert.

## Baubeschreibung

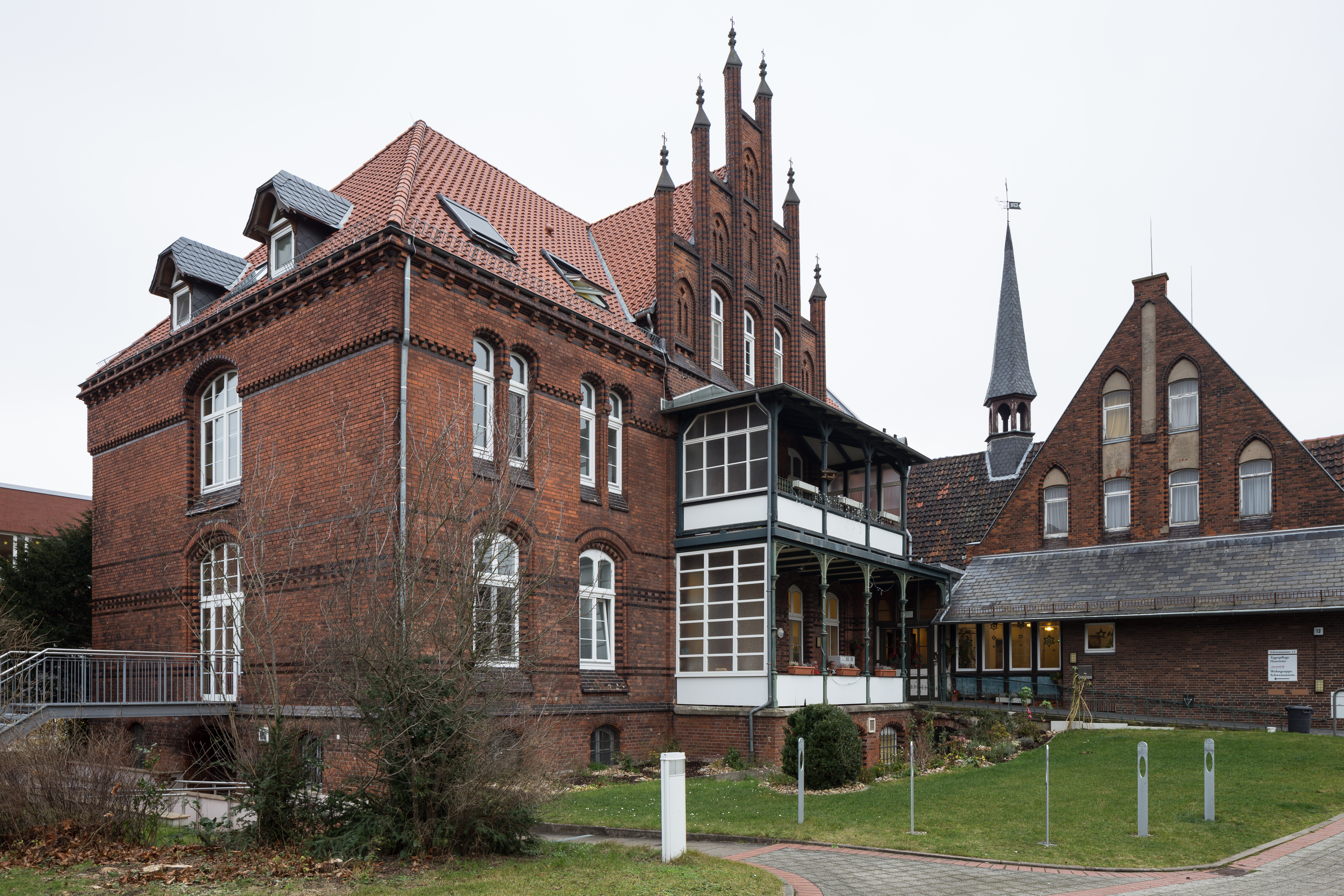
Der 1884 errichtete Anbau (rechts) nimmt Material und Formensprache des Vorgängerbaus auf

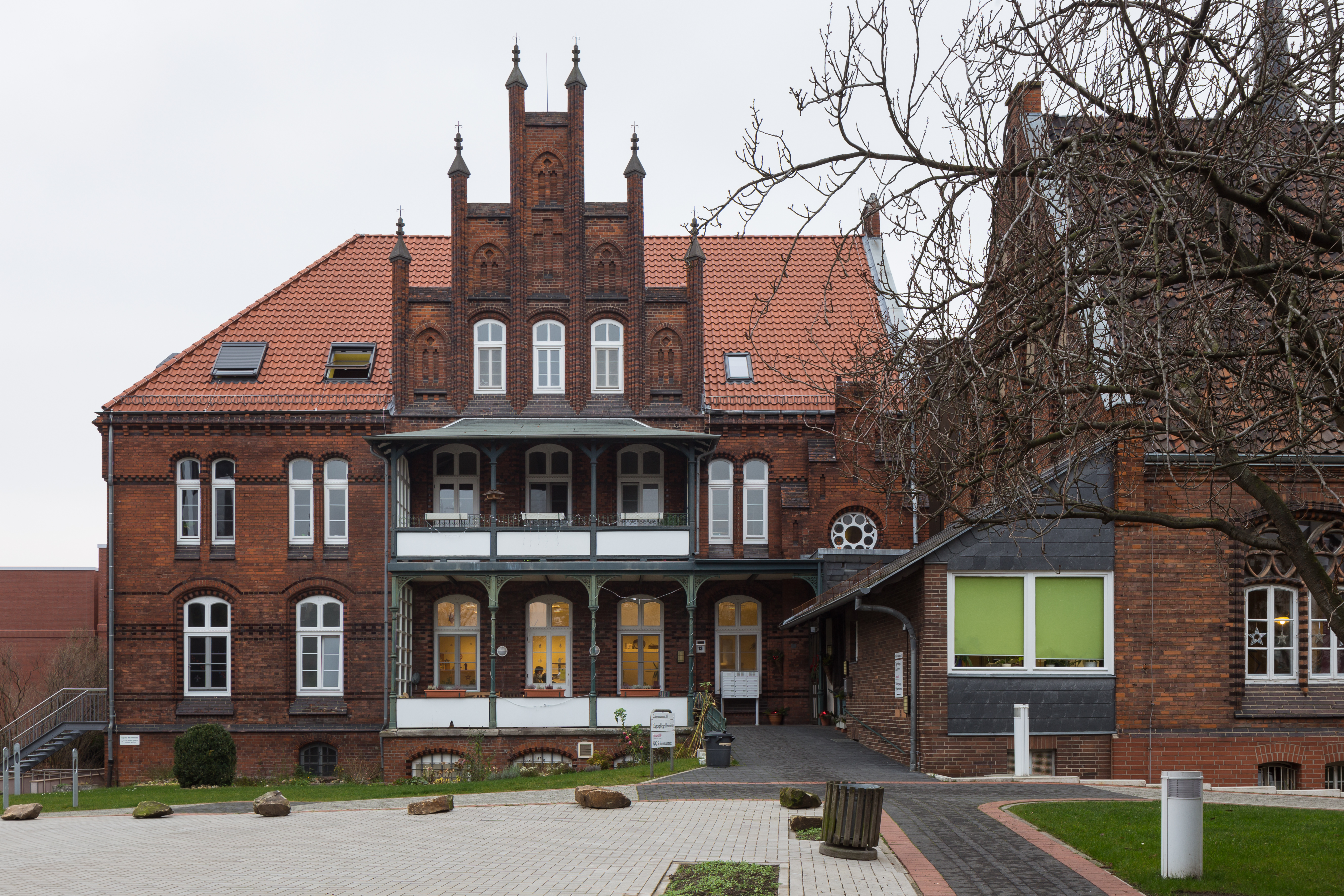
Die Südseite Alt-Bethesdas mit dem überdachten und auf gusseisernen Stützen ruhende Balkon

Alt-Bethesda wurde als eingeschossiger Backsteinbau unter Satteldach errichtet, von Anfang an mit einer gleichartigen Erweiterung zur Nordseite, die als Kapelle diente. Diese Funktion wurde durch den schlanken, hohen Dachreiter betont. Am Hauptbau fallen die gekuppelten Fenster auf, die in den Oberlichtern durch Maßwerk ausformuliert wurden und sich durch glasierte Ziegel in den Gewänden und den Sohlbänken von den schlichten Backsteinwänden absetzen. Der nur wenig jüngere Anbau nahm Form und Material des Vorgängerbaus auf.
Die besondere Betonung des Baukörpers von Alt-Bethesda entsteht durch die auf beiden Traufseiten gotisierenden Zwerchhäuser mit ihren Treppengiebeln und deren fialartigen Bekrönungen.
Die Südfront Alt-Bethesdas wird durch einen überdachten Balkon geprägt, der auf gusseisernen Stützen ruht.